# Aspidă
Aspida  (din latină aspis) este o reptilă legendară foarte otrăvitoare, asemănătoare cu vasiliscul. Mai este denumită și năpârcă. A apărut într-o serie de texte mitologice românești, precum și în poezia Vasiliscul și Aspida de Șerban Foarță și Andrei Ujică, folosită ca text pentru unul din cântecele formației Phoenix.
Termenul provine din Antichitatea clasică, unde desemna un șarpe veninos, probabil cobra indiană (Naja naja). Aspida era simbolul casei regale în Egiptul Antic, iar mușcătura ei era o metodă de execuție a criminalelor în perioada greco-romană. Se spune că și Cleopatra s-ar fi sinucis folosind o aspidă.
Aspida este cuvânt introdus în limba română de traducătorii de literatură sacră, dar se mai folosește încă în Moldova. Se presupune că provine din greacă ἀσπίδα, probabil prin intermediul termenului slav aspida.